# Lycia zonaria
Lycia zonaria је врста ноћног лептира (мољца) из породице земљомерки (лат. Geometridae).

## Распрострањење и станиште
Врста је палеарктичког распрострањења, а присутна је од Шпаније до Источне Азије. Сматра се локалном и угрожена је у већем делу свог ареала, због нарушавања погодног станишта. Насељава кречњачка, ливадска станишта, често поред путева и погодују јој сувљи услови, којих је у развијеним земљама све мање услед експлоатације земљишта и еутрофикације.

## Биљка хранитељка
Храни се полифагно на зељастим биљкама попут различака (лат. Centaurea spp.). 

## Опис

### Животни циклус
Јаја су светлозелена, издужена и са многобројним усецима, а положена су унутар увеле стабљике биљке хранитељке или на сличном скровитом месту. Гусенице, попут својих сродника, имају развијен само један пар абдоминалних лажних ножица. Најчешће одмарају скривене, у опруженом положају, уз стабљику хранитељке. Могуће их је срести од маја до јула. Латерлано су маркиране широком жутом линијом, док је интегумент, по обрасцу, смена белих, црних и жутих тачкица. Вентрум је тамнији од дорзума и пресеца га светла линија. Лутка је смеђа и гранулисане текстуре. Врста презимљава у овом стадијуму.

### Одрасле јединке
Код ове врсте изражен је полни диморфизам. Предња крила мужјака су црне и беле боје, са израженом венацијом. Лете од марта до маја. Женке су редукованих крила и здепастог тела.